# Archilestes
Archilestes is een geslacht van libellen (Odonata) uit de familie van de pantserjuffers (Lestidae).

## Soorten
Archilestes omvat 9 soorten:
- Archilestes californicus McLachlan, 1895
- Archilestes chocoanus Pérez-Gutiérrez, 2012
- Archilestes exoletus (Hagen in Selys, 1862)
- Archilestes grandis (Rambur, 1942)
- Archilestes guayaraca De Marmels, 1982
- Archilestes latialatus Donnelly, 1981
- Archilestes neblina Garrison, 1982
- Archilestes regalis Gloyd, 1944
- Archilestes tuberalatus (Williamson, 1921)